# Анальцим
Анальцим — минерал из группы водных цеолитов, семейства силикатов (водный алюмосиликат), со стеклянным блеском. Химическая формула Na[AlSi2O6]·H2O. Сингония кубическая. Кристаллизуется в виде неправильных округлых тетрагон-триоктаэдров. Друзы кристаллов анальцима обычно заполняют пустоты в горных породах, образуют корочки и жеоды.
Бесцветный или белый с сероватым, красноватым или зеленоватым оттенком, иногда мясо-красный. Блеск стеклянный. Спайность весьма несовершенная. Твердость по минералогической шкале 5—5,5; плотность 2,2—2,3 г/см³. При нагревании легко плавится. Образуется при гидротермальном изменении щелочных изверженных пород, за счёт изменения Ca — Na полевых шпатов, нефелина. Иногда отмечается как первичный минерал в базальтах, редко — в осадочных породах.
Содержит (%): Na2О — 13,02; Al2О3 — 22,21; SiO2 — 56,42; H2O — 8,67. Типичные примеси: Са, К, иногда Cr, Be.